# Lerones
Lerones es una localidad del municipio de Pesaguero (Cantabria, España). En el año 2024 contaba con una población de 37 habitantes (INE). Está situada a 646 m s. n. m., y dista tres kilómetros y cien metros de la capital municipal. De su patrimonio destaca la iglesia parroquial, con algunos vestigios románicos, y la arquitectura popular

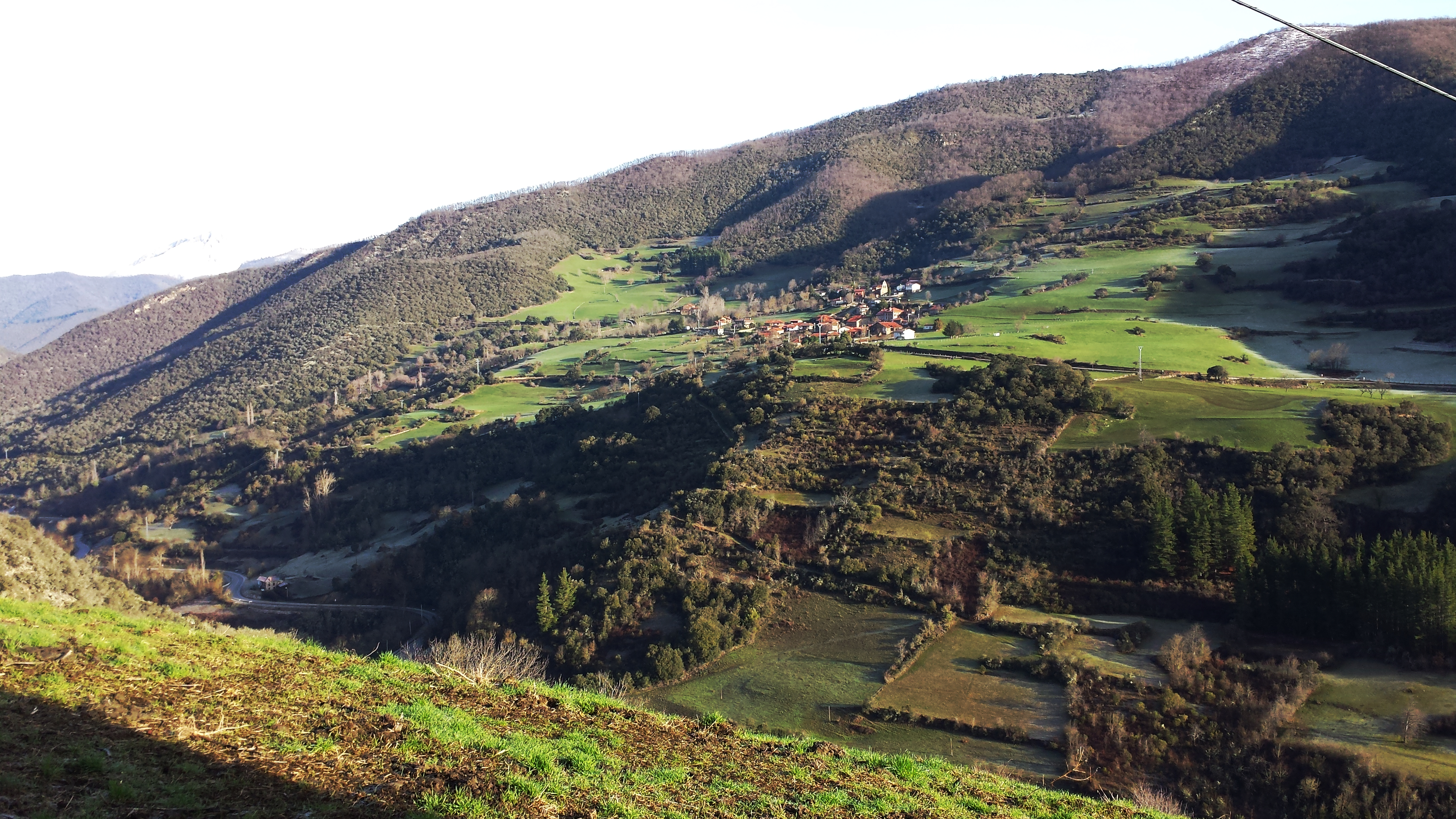
Vista panorámica de Lerones desde la localidad de Lomeña.